# Referéndum de Italia de 2022
El referéndum de Italia de 2022 se realizó el domingo 12 de junio de 2022 en conjunto con las elecciones municipales en 970 comunas. La fecha fue acordada por el Consejo de Ministros de Italia el 31 de marzo.
El elector tenía la facultad de votar por una o algunas de las preguntas del referéndum. Para que el referéndum hubiese sido válido, debía haber acudido a las urnas el 50+1% de los votantes con derecho al voto. Al no haber alcanzado las condiciones requeridas para su validez, los resultados del referéndum son nulos.

## Antecedentes
En total se habían presentado ante la Corte Constitucional 8 solicitudes de referéndum derogatorio, de las cuales fueron aceptadas 5 —todas ellas relacionadas con reformas al sistema judicial— y 3 fueron rechazadas: una que permitiría la legalización del uso de cannabis, otra que facilitaba la legalización de la eutanasia, y otra que permitía otorgar responsabilidad civil a los jueces por su actuar.

## Preguntas
En el referéndum se votará la derogación de cinco normas, cada una en una papeleta separada:
- la abolición de la ley Severino: la pregunta propone la abolición del decreto legislativo Severino sobre la confiabilidad, inelegibilidad y caducidad automática de parlamentarios, representantes gubernamentales, consejeros regionales, alcaldes y administradores locales en caso de condena.
- los límites a la prisión preventiva: se propone limitar la prisión preventiva por riesgo de "reincidencia" sólo a los delitos más graves.
- la separación de funciones de los magistrados: se propone eliminar por completo la posibilidad de que los magistrados pasen, durante su carrera, de la función de acusar a la de juzgar y viceversa.
- el voto de los abogados en los consejos judiciales sobre la evaluación de los magistrados.
- la reforma del Consejo Superior de la Magistratura.

### Abolición de la ley Severino

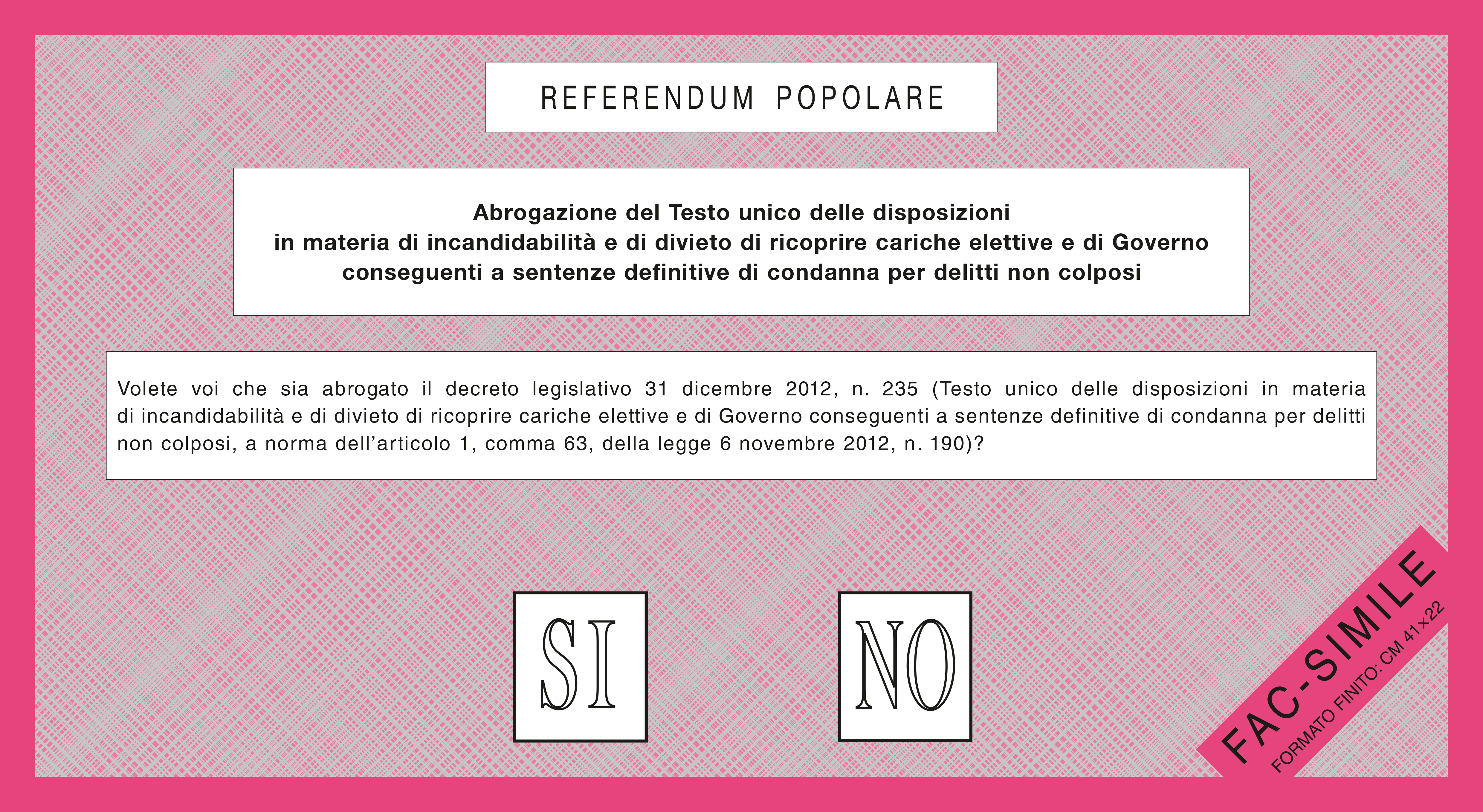
Facsímil de la papeleta utilizada en el referéndum (pregunta número 1).

- Color de la cédula: roja (Pantone Rubine Red-U).[4]

¿Quiere que sea derogado el Decreto Legislativo del 31 de diciembre de 2012, n. 235 (Texto refundido de las disposiciones en materia de incumplimiento y prohibición de ejercer cargos electivos y gubernamentales resultantes de sentencias firmes por delitos no culposos, en los términos del artículo 1, párrafo 63, de la ley n.º 190, de 6 de noviembre de 2012)?

### Límites a la prisión preventiva

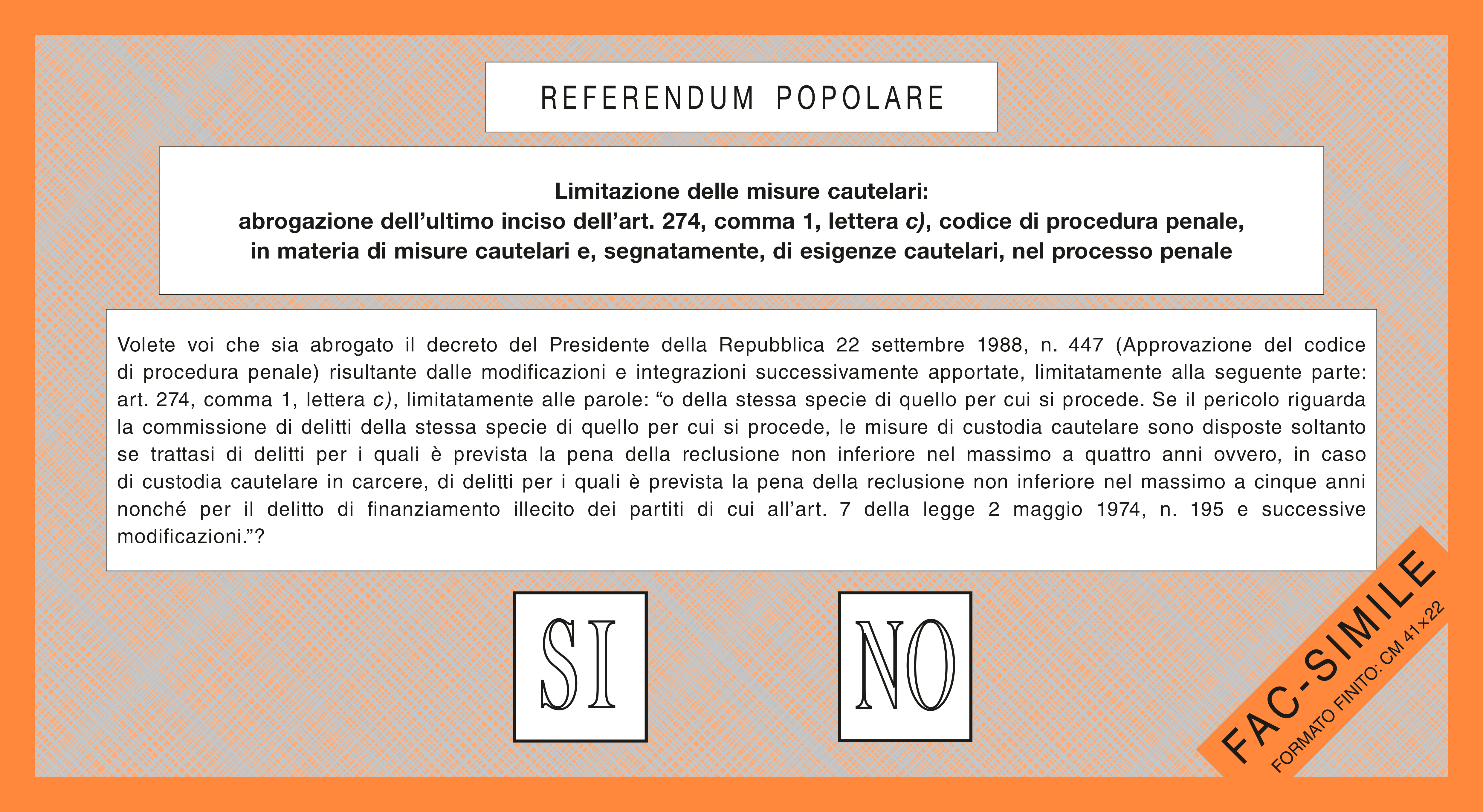
Facsímil de la papeleta utilizada en el referéndum (pregunta número 2).

- Color de la cédula: naranja (Pantone 151-U).[4]

¿Quiere que sea derogado el Decreto del Presidente de la República del 22 de septiembre de 1988, n. 447 (Aprobación del código de procedimiento penal), resultante de las modificaciones y adiciones que posteriormente se le hicieron, limitándose a la parte siguiente: artículo 274, párrafo 1, letra c), limitándose a las palabras: “o del mismo tipo que el por el que se procede. Si el peligro se refiere a la comisión de delitos de la misma especie que aquel por el que se procede, las medidas de prisión preventiva sólo se ordenarán cuando se trate de delitos para los que esté prevista una pena de prisión no inferior a cuatro años o, tratándose de prisión preventiva, de delitos para los que esté prevista pena privativa de libertad no inferior a un máximo de cinco años, así como del delito de financiación ilícita de partidos a que se refiere el artículo 7 de la ley 2 mayo de 1974, n. 195 y reformas posteriores.”?

### Separación de las funciones de los magistrados

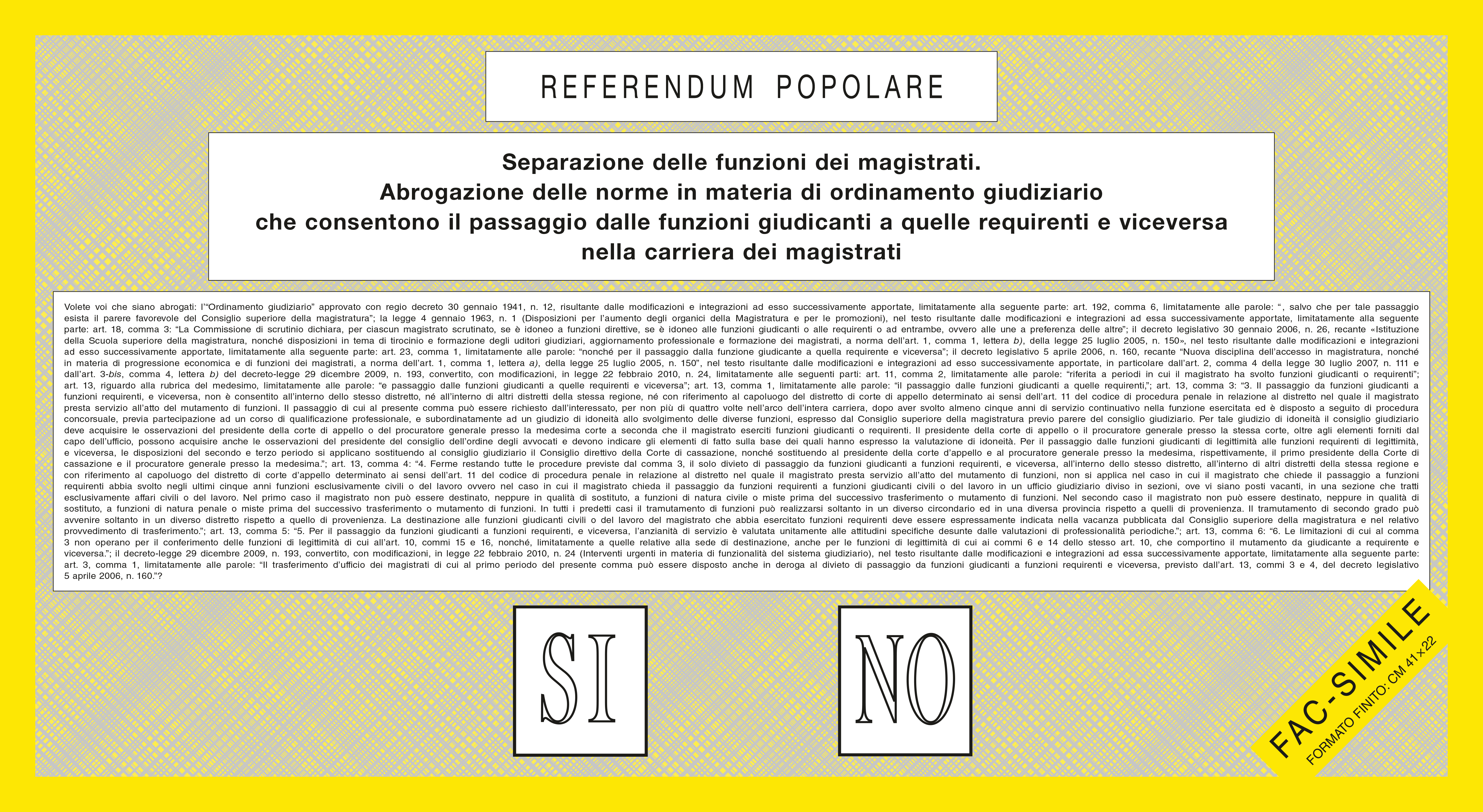
Facsímil de la papeleta utilizada en el referéndum (pregunta número 3).

- Color de la cédula: amarilla (Pantone Yellow-U).[4]

¿Quiere que sean derogados: el "Régimen Judicial" aprobado por Real Decreto de 30 de enero de 1941, n. 12, resultante de las modificaciones y adiciones que se le hayan hecho posteriormente, limitándose a la parte siguiente: art. 192, inciso 6, limitado a las palabras: ", salvo opinión favorable del Consejo Superior de la Magistratura para este pasaje"; la Ley del 4 de enero de 1963, n. 1 (Disposiciones para el aumento del personal del Poder Judicial y para los ascensos), en el texto resultante de las modificaciones y adiciones al mismo realizadas posteriormente, limitándose a la parte siguiente: art. 18, párrafo 3: "La comisión de escrutinio declara, para cada juez escrutado, si es apto para funciones directivas, si es apto para funciones judiciales o fiscales o para ambas, o con preferencia a uno de los otros"; el Decreto Legislativo 30 de enero de 2006, n. 26 (Creación de la Escuela Superior de la Magistratura, así como disposiciones sobre pasantía y formación de auditores judiciales, actualización profesional y formación de jueces, en los términos del artículo 1, párrafo 1, letra b), de la Ley n. 150), en el texto resultante de las modificaciones y adiciones que se le hicieron posteriormente, limitándose a la parte siguiente: art. 23, inciso 1, limitándose a las palabras: “así como para el tránsito de la función judicial a la fiscal y viceversa”; el Decreto Legislativo 5 de abril de 2006, n. 160 (Nuevas normas sobre el acceso a la judicatura, así como en materia de progresión económica y funciones de los jueces, de conformidad con el artículo 1, párrafo 1, letra a), de la ley de 25 de julio de 2005, n. 150), en el texto resultante de las modificaciones y adiciones que se le hicieron posteriormente, limitándose a las siguientes partes: art. 11, inciso 2, limitándose a las palabras: "refiriéndose a los períodos en que el magistrado haya ejercido funciones judiciales o de acusación"; Arte. 13, en cuanto a la rúbrica del mismo, limitándose a las palabras: “y paso de funciones judiciales a fiscales y viceversa”; Arte. 13, párrafo 1, limitado a las palabras: "la transición de las funciones judiciales a las de acusación",; Arte. 13, párrafo 3: "3. No se permite la transición de funciones judiciales a funciones de acusación, y viceversa, dentro del mismo distrito, ni dentro de otros distritos de la misma región, ni con referencia a la capital del tribunal de apelaciones de distrito determinada de conformidad con el artículo 11 del Código. de Enjuiciamiento Criminal en relación con el distrito en el que se desempeña el magistrado al momento del cambio de funciones. La transición a que se refiere este párrafo podrá ser solicitada por el interesado, no más de cuatro veces durante toda su carrera, después de haber realizado al menos cinco años de servicio continuo en la función ejercida y se dispondrá tras un procedimiento de insolvencia, sujeto a previa participación en un curso de habilitación profesional, y previa sentencia de idoneidad para el desempeño de las diversas funciones, emitida por el Consejo Superior de la Judicatura con la opinión del Consejo de la Judicatura. Para este juicio de idoneidad, el consejo judicial deberá recabar las observaciones del presidente del tribunal de apelación o del fiscal general del mismo tribunal según el magistrado ejerza funciones judiciales o de acusación. El presidente de la corte de apelación o el fiscal general de la misma corte, además de los elementos proporcionados por el jefe de la oficina, también pueden adquirir las observaciones del presidente del consejo del colegio de abogados y deben indicar los elementos de hecho. en base a los cuales se ha expresado la valoración de la idoneidad. Para el tránsito de las funciones judiciales de legitimidad a las funciones judiciales de legitimidad, y viceversa, se aplica lo dispuesto en los períodos segundo y tercero, sustituyendo el Consejo de la Magistratura por el Consejo de Gobierno de la Corte de Casación, así como sustituyéndose el el Presidente de la Corte de Apelaciones y el Fiscal General de la misma, respectivamente, el primer presidente de la Corte de Casación y el Fiscal General de la misma.”; Arte. 13, párrafo 4: "4. Sin perjuicio de todos los procedimientos previstos en el apartado 3, la sola prohibición de pasar de funciones judiciales a funciones de acusación, y viceversa, dentro del mismo distrito, dentro de otros distritos de la misma región y con referencia a la cabecera del tribunal distrito de apelación determinado de conformidad con el artículo 11 del Código de Procedimiento Penal en relación con el distrito en el que se desempeña el magistrado en el momento del cambio de funciones, no procede en el caso de que el magistrado que solicita el paso a funciones de acusación haya desempeñado funciones exclusivamente civiles o laborales en los últimos cinco años o en el caso de que el magistrado solicite el paso de funciones de acusación a funciones de juzgado civil o laboral en un cargo judicial dividido en secciones, cuando haya vacantes, en una sección que se ocupe exclusivamente de asuntos civiles o laborales. En el primer caso, el magistrado no puede ser destinado, ni siquiera como suplente, a funciones civiles o mixtas antes del posterior traslado o cambio de funciones. En el segundo caso, el magistrado no puede ser destinado, ni siquiera como suplente, a funciones de carácter penal o mixto antes del posterior traslado o cambio de funciones. En todos los casos anteriores, la transformación de funciones sólo puede tener lugar en un distrito diferente y en una provincia distinta de las de origen. La transformación de segundo grado sólo puede tener lugar en un distrito diferente al de origen. El destino para funciones judiciales civiles o judiciales laborales del magistrado que haya ejercido funciones de acusación, deberá ser señalado expresamente en la vacante que publique el Consejo Superior de la Judicatura y en la disposición relativa al traslado.”; Arte. 13, párrafo 5: "5. Para el tránsito de funciones judiciales a funciones de acusación, y viceversa, se valora la antigüedad en el servicio junto con las aptitudes específicas derivadas de evaluaciones profesionales periódicas.”; Arte. 13, párrafo 6: "6. Las limitaciones a que se refiere el apartado 3 no operan para la atribución de las funciones de legitimación a que se refiere el artículo 10, apartados 15 y 16, así como, limitadas a las relativas a la oficina de destino, también para las funciones de legitimación a que se refieren los apartados 6 y 14 del mismo artículo 10, que implican el cambio de juez a fiscal y viceversa.”; el Decreto-Ley 29 de diciembre de 2009 n. 193, convertido con enmiendas en ley el 22 de febrero de 2010, n. 24 (Intervenciones urgentes sobre la funcionalidad del sistema judicial), en el texto resultante de las modificaciones y adiciones que se le hicieron posteriormente, limitándose a la parte siguiente: art. 3, párrafo 1, limitado a las palabras: "El traslado de los cargos de los magistrados a que se refiere la primera frase de este párrafo también podrá ordenarse como excepción a la prohibición de paso de funciones jurisdiccionales a funciones de acusación y viceversa, siempre que por el artículo 13, párrafos 3 y 4, del Decreto Legislativo de 5 de abril de 2006, n. 160."?

### Evaluación justa de los jueces

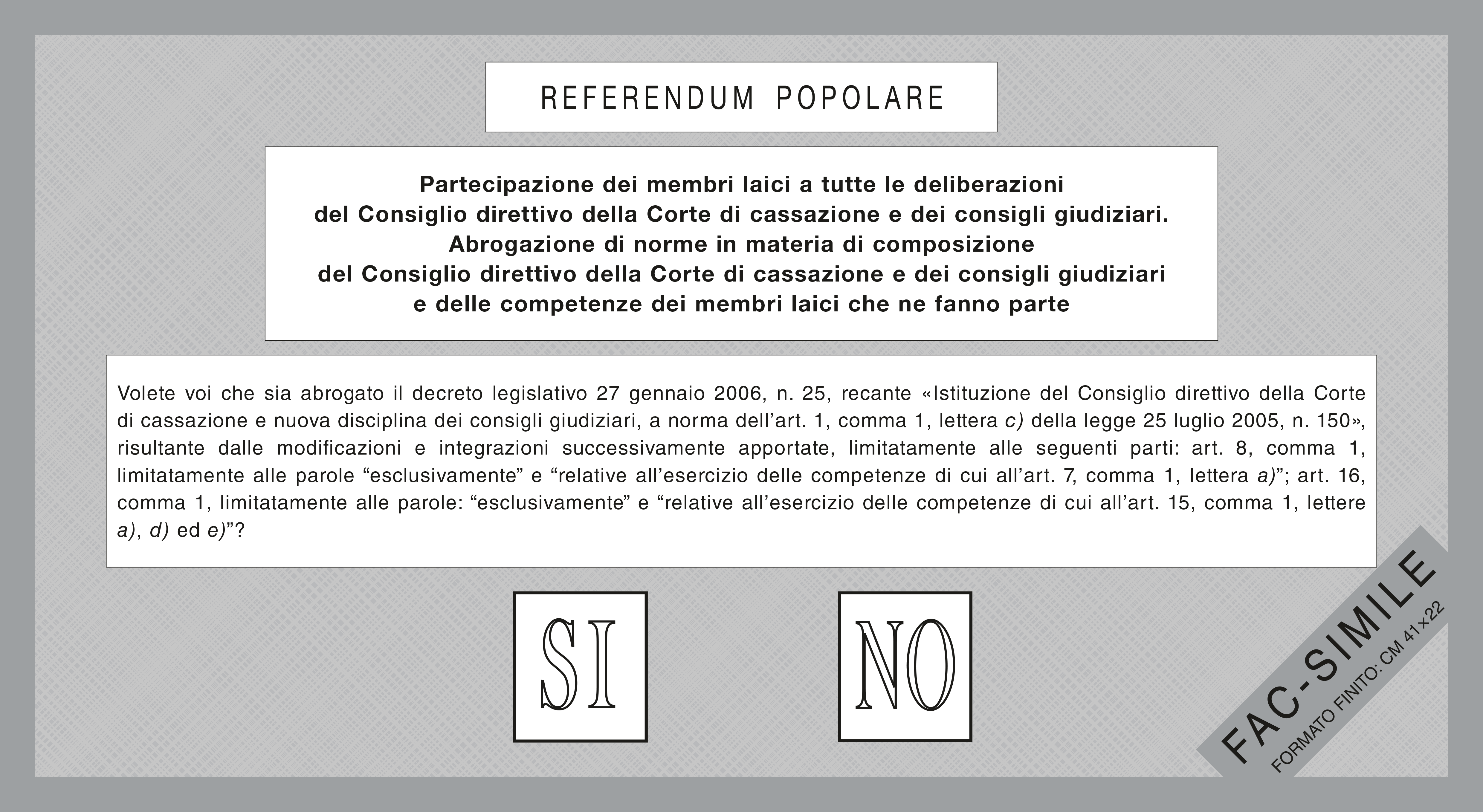
Facsímil de la papeleta utilizada en el referéndum (pregunta número 4).

- Color de la cédula: gris (Pantone 422-U).[4]

¿Quiere que sea derogado el Decreto Legislativo del 27 de enero de 2006, n. 25 (Establecimiento del Consejo de Administración del Tribunal de Casación y nueva disciplina de los Consejos Judiciales, de conformidad con el artículo 1, párrafo 1, letra c) de la Ley n. 150), resultante de las modificaciones y adiciones realizadas posteriormente, limitándose a las siguientes partes: art. 8, párrafo 1, limitándose a las palabras "exclusivamente" y "relativas al ejercicio de las facultades a que se refiere el artículo 7, párrafo 1, letras a)"; Arte. 16, párrafo 1, limitada a las palabras: "exclusivamente" y "relativas al ejercicio de las facultades a que se refiere el artículo 15, párrafo 1, letras a), d) y e)"?

### Reforma del Consejo Superior de la Magistratura

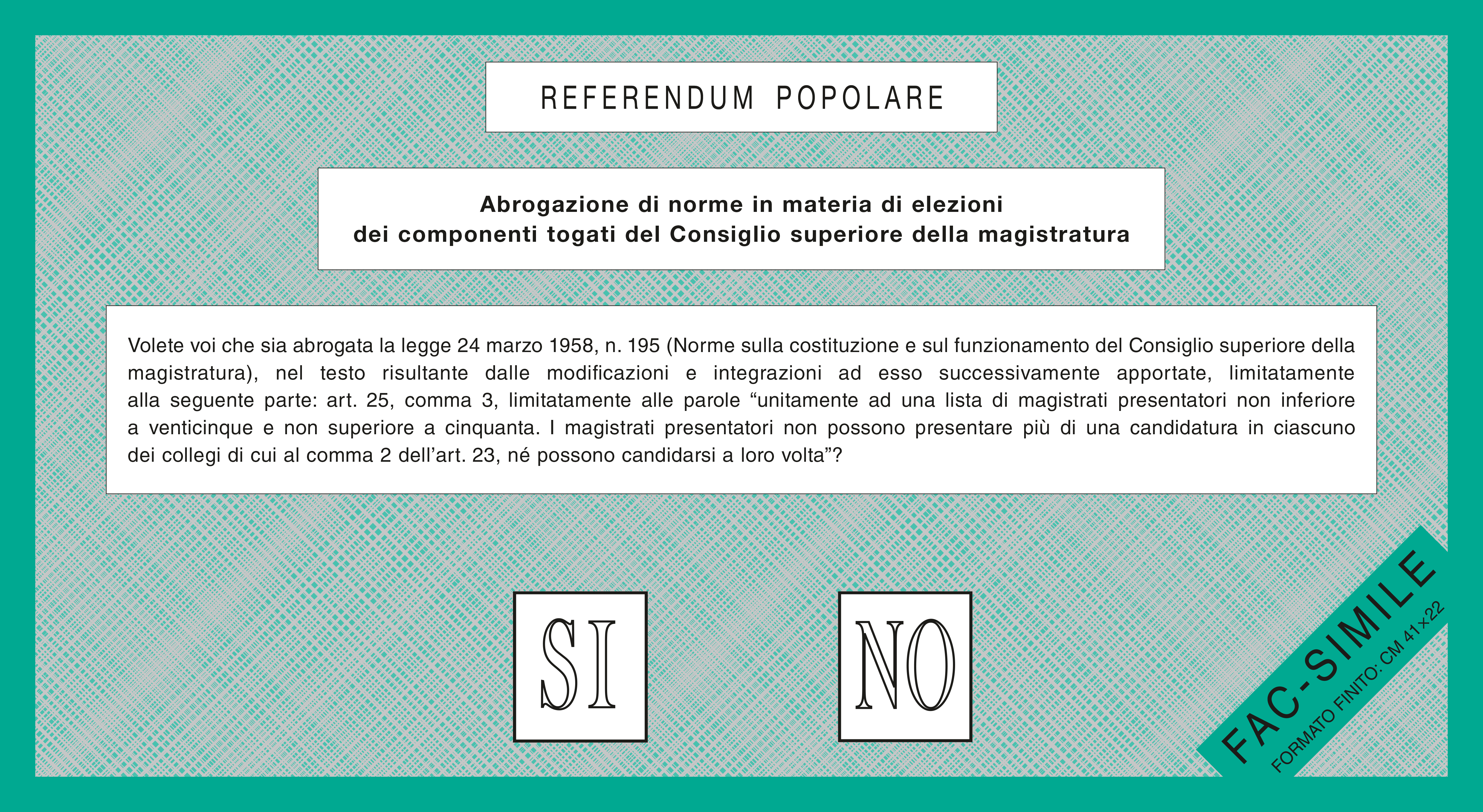
Facsímil de la papeleta utilizada en el referéndum (pregunta número 5).

- Color de la cédula: verde (Pantone Green-U).[4]

¿Quiere que sea derogada la Ley del 24 de marzo de 1958, n. 195 (Reglas sobre la constitución y funcionamiento del Consejo Superior de la Magistratura), en el texto resultante de las modificaciones y adiciones que posteriormente se le hicieron, limitándose a la parte siguiente: el artículo 25, inciso 3, limitándose a las palabras “junto con una lista de magistrados presentadores no menos de veinticinco y no más de cincuenta. Los magistrados ponentes no podrán presentar más de una candidatura en cada uno de los colegios a que se refiere el apartado 2 del artículo 23, ni podrán postularse”?

## Posiciones de campaña

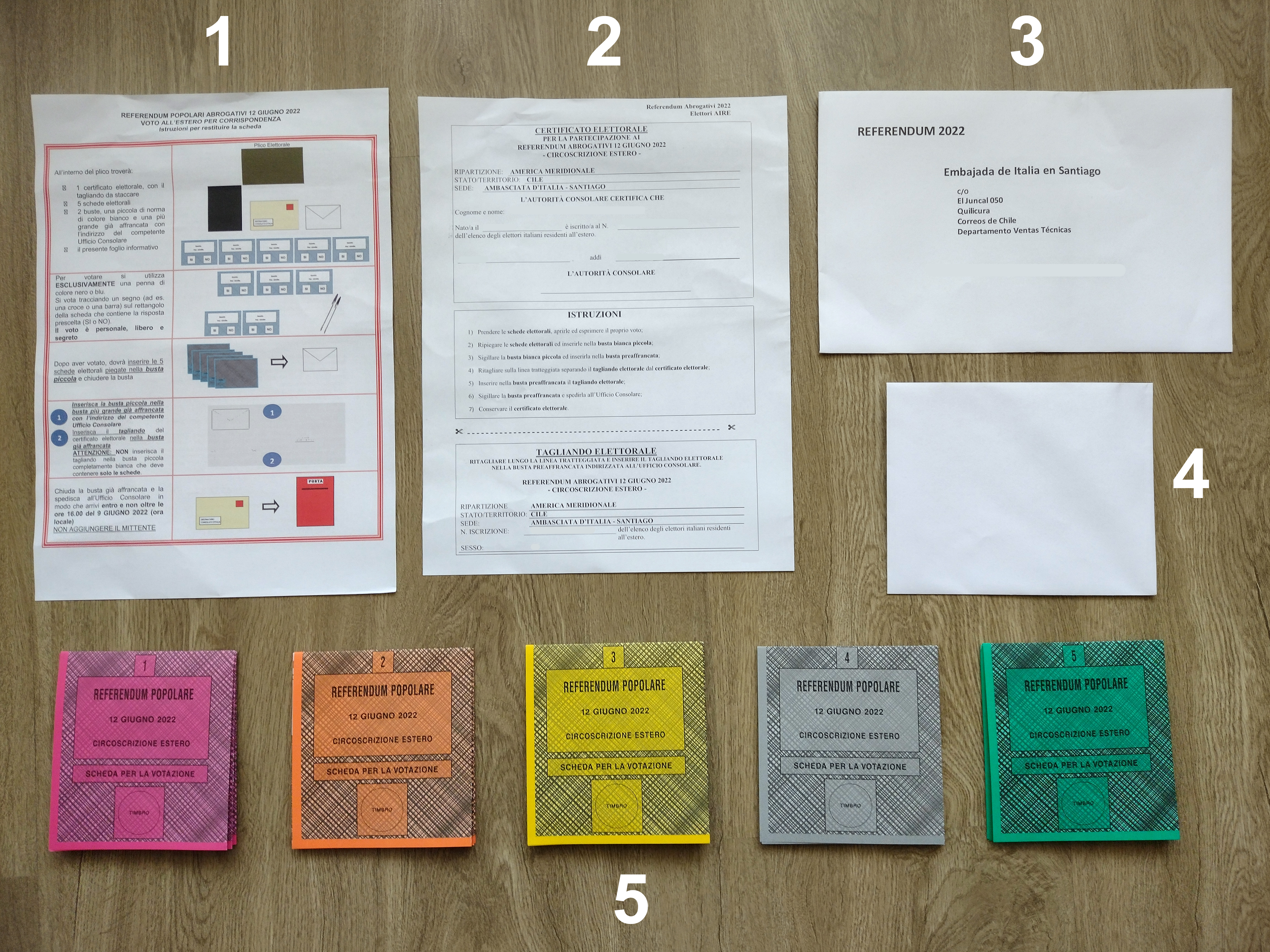
Paquete electoral enviado a un votante italiano residente en el exterior.

### Principales partidos políticos
| Partido | Partido                  | Ideología                | Líder/es                     | Preguntas | Preguntas                    | Preguntas | Preguntas      | Preguntas | Fuente(s)            |    |    |    |    |        |
| Partido | Partido                  | Ideología                | Líder/es                     | 1ª        | 2ª                           | 3ª        | 4ª             | 5ª        | Fuente(s)            |    |    |    |    |        |
| ------- | ------------------------ | ------------------------ | ---------------------------- | --------- | ---------------------------- | --------- | -------------- | --------- | -------------------- | -- | -- | -- | -- | ------ |
| Partido | Partido                  | Ideología                | Líder/es                     |           | Movimiento 5 Estrellas (M5S) | Populismo | Giuseppe Conte | No        | Fuente(s)            | No | No | No | No | [ 10 ] |
|         | Liga (Lega)              | Populismo de derechas    | Matteo Salvini               | Yes       | Yes                          | Yes       | Yes            | Yes       |                      |    |    |    |    |        |
|         | Partido Democrático (PD) | Socialdemocracia         | Enrico Letta                 | No        | No                           | No        | No             | No        | [ 11 ]               |    |    |    |    |        |
|         | Forza Italia (FI)        | Conservadurismo liberal  | Silvio Berlusconi            | Yes       | Yes                          | Yes       | Yes            | Yes       | [ 12 ]               |    |    |    |    |        |
|         | Hermanos de Italia (FdI) | Conservadurismo nacional | Giorgia Meloni               | No        | No                           | Yes       | Yes            | Yes       | [ 13 ] [ 14 ] [ 15 ] |    |    |    |    |        |
|         | Italia Viva (IV)         | Liberalismo              | Matteo Renzi                 | Yes       | Yes                          | Yes       | Yes            | Yes       | [ 16 ]               |    |    |    |    |        |
|         | Coraggio Italia (CI)     | Conservadurismo liberal  | Luigi Brugnaro               | Yes       | Yes                          | Yes       | Yes            | Yes       | [ 17 ]               |    |    |    |    |        |
|         | Artículo Uno (Art.1)     | Socialdemocracia         | Roberto Speranza             |           |                              |           |                |           |                      |    |    |    |    |        |
|         | Acción (Az)              | Social liberalismo       | Carlo Calenda                | Yes       | Yes                          | Yes       | Yes            | Yes       | [ 18 ]               |    |    |    |    |        |
|         | Europa Verde (EV)        | Política verde           | Angelo Bonelli, Eleonora Evi |           |                              |           |                |           |                      |    |    |    |    |        |
|         | Izquierda Italiana (SI)  | Socialismo democrático   | Nicola Fratoianni            | No        | No                           | No        | No             | No        |                      |    |    |    |    |        |
|         | Italexit                 | Euroescepticismo         | Gianluigi Paragone           |           |                              |           |                |           |                      |    |    |    |    |        |
|         | Más Europa (+Eu)         | Liberalismo              | Benedetto Della Vedova       | Yes       | Yes                          | Yes       | Yes            | Yes       | [ 19 ]               |    |    |    |    |        |

## Resultados
El referéndum no cumplió con la cuota mínima de participación del 50+1% y, por lo tanto, no proporcionó un resultado válido. Cada una de las cinco boletas de preguntas alcanzó una participación aproximada de alrededor del 20.9%.
| Referéndums                                                                          | Referéndums                                        | Electores registrados | Participación | Sí        | Sí    | No        | No    | Total     | Resultado                        |
| Referéndums                                                                          | Referéndums                                        | Electores registrados | Participación | Votos     | %     | Votos     | %     | Total     | Resultado                        |
| ------------------------------------------------------------------------------------ | -------------------------------------------------- | --------------------- | ------------- | --------- | ----- | --------- | ----- | --------- | -------------------------------- |
|                                                                                      | 1. Abolición de la ley Severino                    | 50.910.473            | 20,50%        | 5.091.788 | 53,09 | 4.499.773 | 46,91 | 9.591.561 | Participación mínima inalcanzada |
|                                                                                      | 2. Límites a la prisión preventiva                 | 50.910.473            | 20,87%        | 5.269.577 | 55,37 | 4.247.537 | 44,63 | 9.517.114 | Participación mínima inalcanzada |
|                                                                                      | 3. Separación de las funciones de los magistrados  | 50.910.473            | 20,51%        | 6.966.681 | 73,27 | 2.541.897 | 26,73 | 9.508.578 | Participación mínima inalcanzada |
|                                                                                      | 4. Evaluación justa de los jueces                  | 50.910.473            | 20,87%        | 6.712.843 | 71,28 | 2.704.181 | 28,72 | 9.417.024 | Participación mínima inalcanzada |
|                                                                                      | 5. Reforma del Consejo Superior de la Magistratura | 50.910.473            | 20,52%        | 6.774.302 | 71,63 | 2.682.977 | 28,37 | 9.457.279 | Participación mínima inalcanzada |
| Fuente: Ministerio del Interior Archivado el 19 de junio de 2022 en Wayback Machine. |                                                    |                       |               |           |       |           |       |           |                                  |